# Джакомо Тореллі
Джако́мо Торе́ллі (італ. Giacomo Torelli; 1 вересня 1608, Фано — 17 червня 1678, Фано) — італійський інженер, сценограф, винахідник театральних механізмів.

## Життєпис
Народився в місті Фано в дворянській родині.
Розділяв популярне захоплення театром, притаманне багатьом італійцям 17 ст. Перші театральні роботи як сценограф виконав у Фано в театрі палаццо делла Раджоне або Подести, брав участь в декоруванні місцевих свят. Був запрошений на працю і у інші міста провінцій Пезаро та Урбіно як театральний художник. Мав різнобічну освіту (як військовий інженер), вивчав архітектурну теорію Вітрувія.

## Венеціанський період
У Венеції — з 1641 року, де брав участь в побудові Найновітнього тератру (Teatro Novissimo) як архітектор. Був задіяний в цьому театрі як театральний художник і творець його театральних механізмів. Праця в венеціанському театрі мала суттєвий вплив на лібретто тодішніх нереалістичних вистав, котрі вибудовували з урахуванням можливостей механізмів, запроваджених Джакомо Тореллі. Серед співпрацівників цього періоду — сценограф Джованні Бурначіні.
Глядачі були ошелешені прем'єрною виставою 1641 року " Притворні божевільні " композитора Франческо Сакраті через нереалістичні ефектами та швидкозмінні декорації в ході вистави. Перший успіх закріпили — вистава 1642 року «Белерофонт», а в січні 1643 року виставою «Ревнощі Венери». Як сценограф Джакомо Тореллі був також задіяний у виставі композитора Франческо Каваллі «Дейдамія», що теж йшла на сцені театру Новіссімо 1644 року.
Незвичним ще театральним ефектам і швидким змінам декорації сприяли запропоновані і реалізовані Джакомо Тореллі нові механізми з системою противаг, упоратись з котрими міг мало кваліфікований працівник сцени при керівництві управителя вистави.

## Паризький період

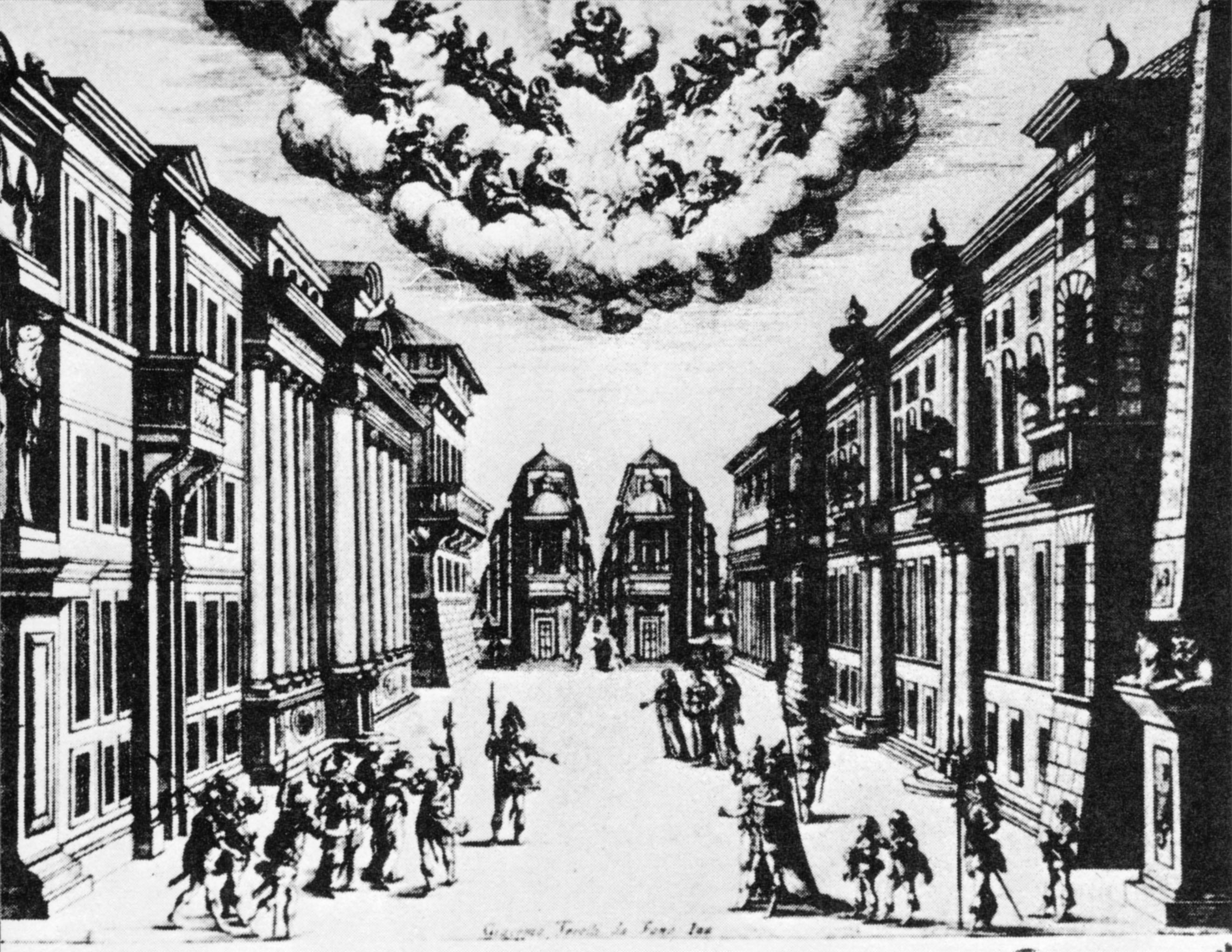
Дж. Тореллі. Театральна декорація до вистави «Притворні божевільні». Париж, 1645 р., гравюра. Публічна бібліотека, Бостон.

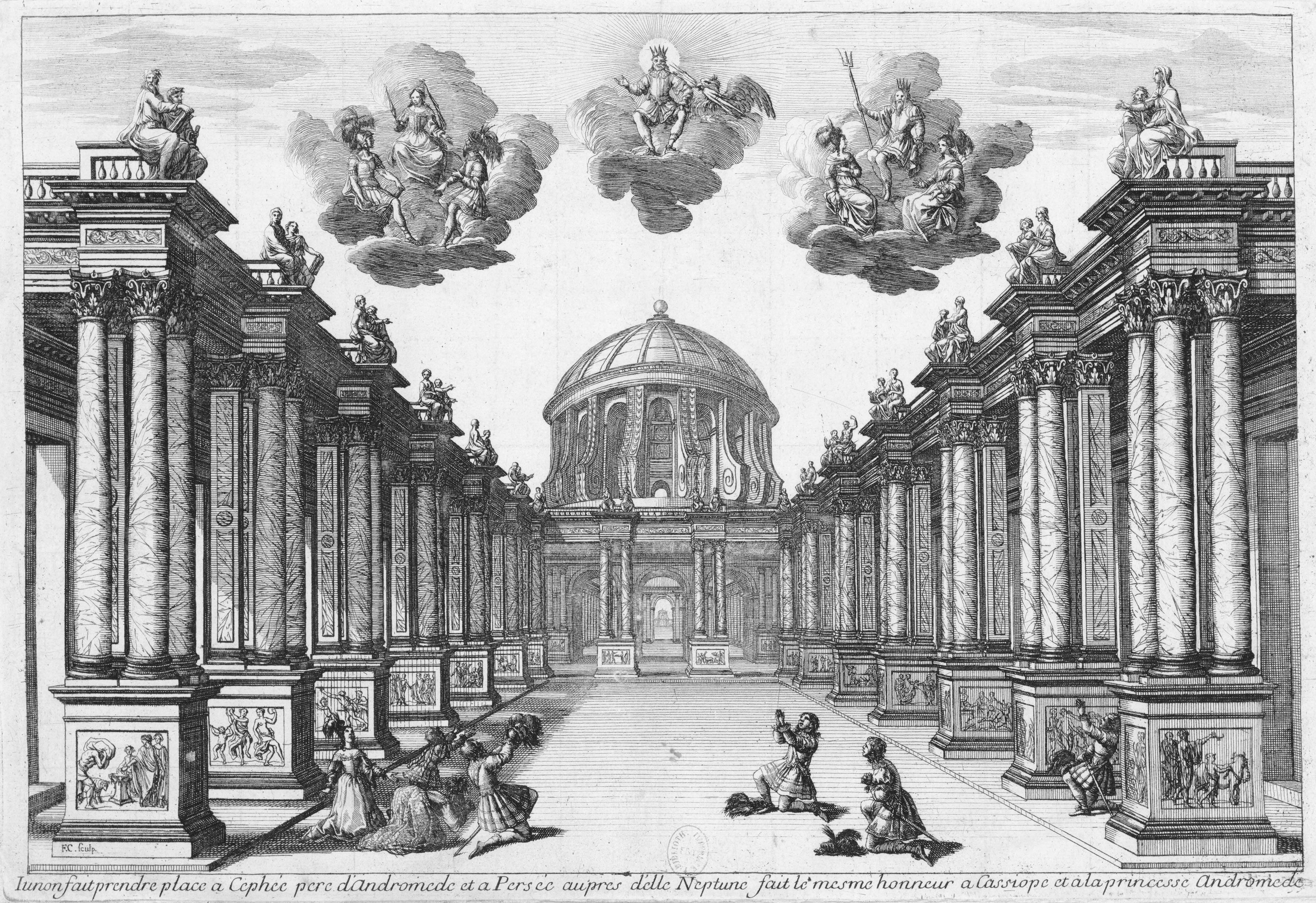
Дж. Тореллі. Театральна декорація до вистави П. Корнеля «Андромеда», 1650 р.

В Парижі по смерті кардинала Рішельє його місце посів кардинал Джуліо Мазаріні. Йому доповіли про успіх вистав в Венеції. У червні 1645 року герцог Парми відіслав Джакомо Тореллі в Париж за запрошенням королеви Франції Анни Австрійської. Кардинал Мазаріні запросив також оперних співаків із Флоренції у Париж, де готували ту ж виставу «Притворні божевільні». Вистава йшла адаптованою до смаків французів і в кінці кожного акта вставили балетні номери хореографа Джамбаттіста Бальбі. У грудні 1645 року її побачили вельможі Парижа, театральні ефекти Джакомо Тореллі теж мали успіх. Сценограф Тореллі виконав нові декорації з перспективами тогочасного Парижа, хоча вистава розгорталась у місті Скирос у Стародавній Греції, чим полестив французам.
Кардинал Мазаріні швидко організував репетиції нової вистави «Егістус». Її давали у маленькому театрі Королівського палацу, де декорації і нові театральні механізми виконав Джакомо Тореллі. Вистава мала успіх, але помітно менший, ніж відновлені у Парижі " Притворні божевільні " (за свідоцтвами мадам Франсуази Берто де Монтевільє).
Кардинал Мазаріні не заспокоївся і почав готувати нову італійську оперу композитора Луїджі Россі «Орфей». Джакомо Тореллі тоді працював разом із французькими колегами Шарлем Гераром та його помічниками Ноелем Куапелем та Жильбером де Севом на сцені театру Королівського палацу. Прем'єра опери відбулася 2 березня 1647 року. Оперу сприйняли непогано, але критично налаштовані до деспотії кардинала Мазаріні французи критикували твір як надто італійський і надто дорогий за кошторисом, що поставили кардиналу у провину.

## Фронда і останні вистави в Парижі
На 1648—1653 роки прийшлися драматичні події і військові протистояння аристократії з королівською родиною, відомі як Фронда. Усі співпрацівники Мазаріні (навіть вимушені) були піддані остракизму. Серед них опинився і італієць Джакомо Тореллі, як співпрацівник і слуга Мазаріні.
Король повернувся у Париж 1653 року, змирившись із бунтівними аристократами. Відновились придворні свята і вистави. Джакомо Тореллі працював для короля ще шість років. Але мінлива королівська прихильність закінчилась 1659 року, коли до театру Королівського палацу запросили нових італійських сценографів-декораторів Гаспара, Карло та Луїджи Вігарані.

## Праця в замку Во-ле-Віконт

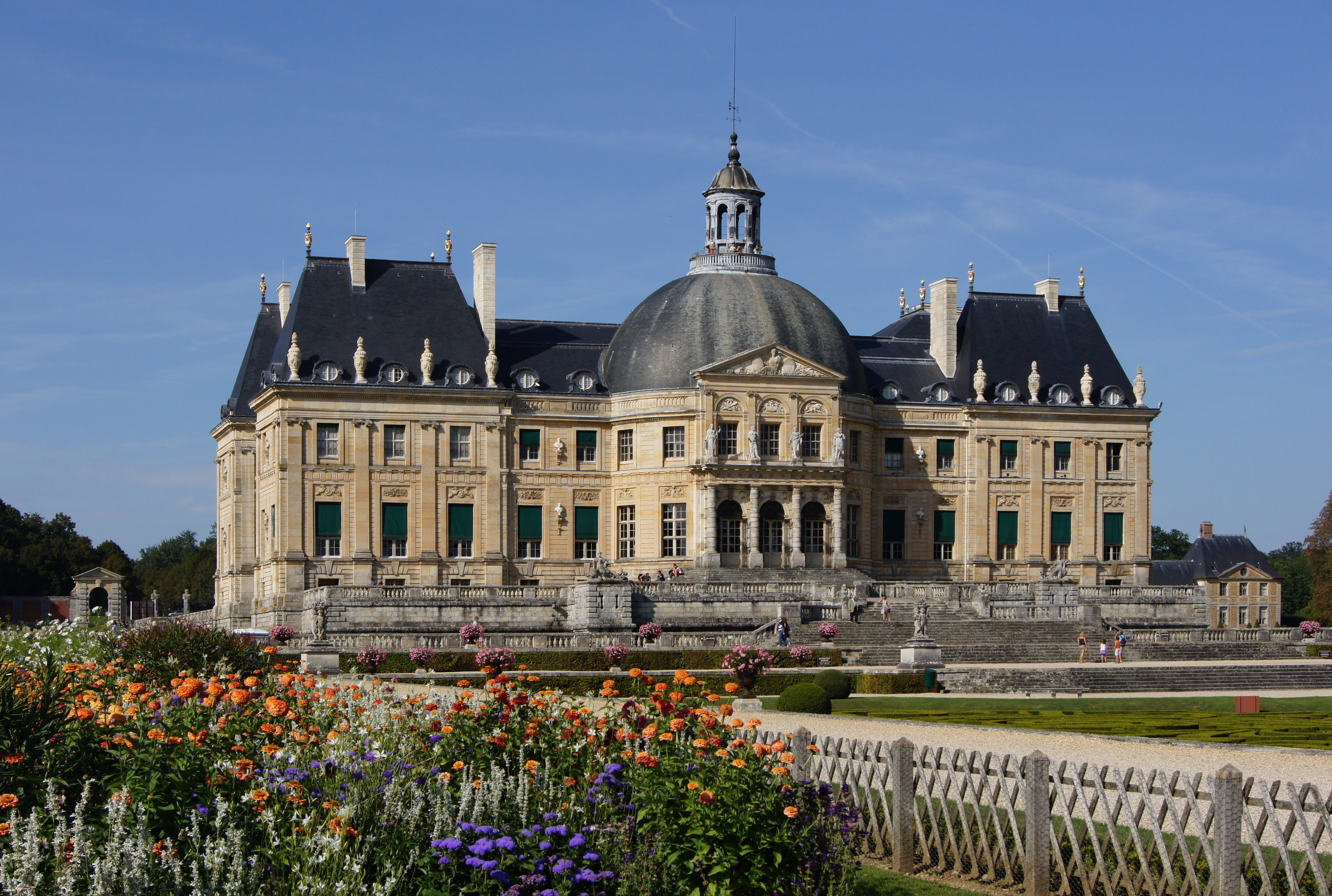
Парковий фасад замку Во-ле-Віконт
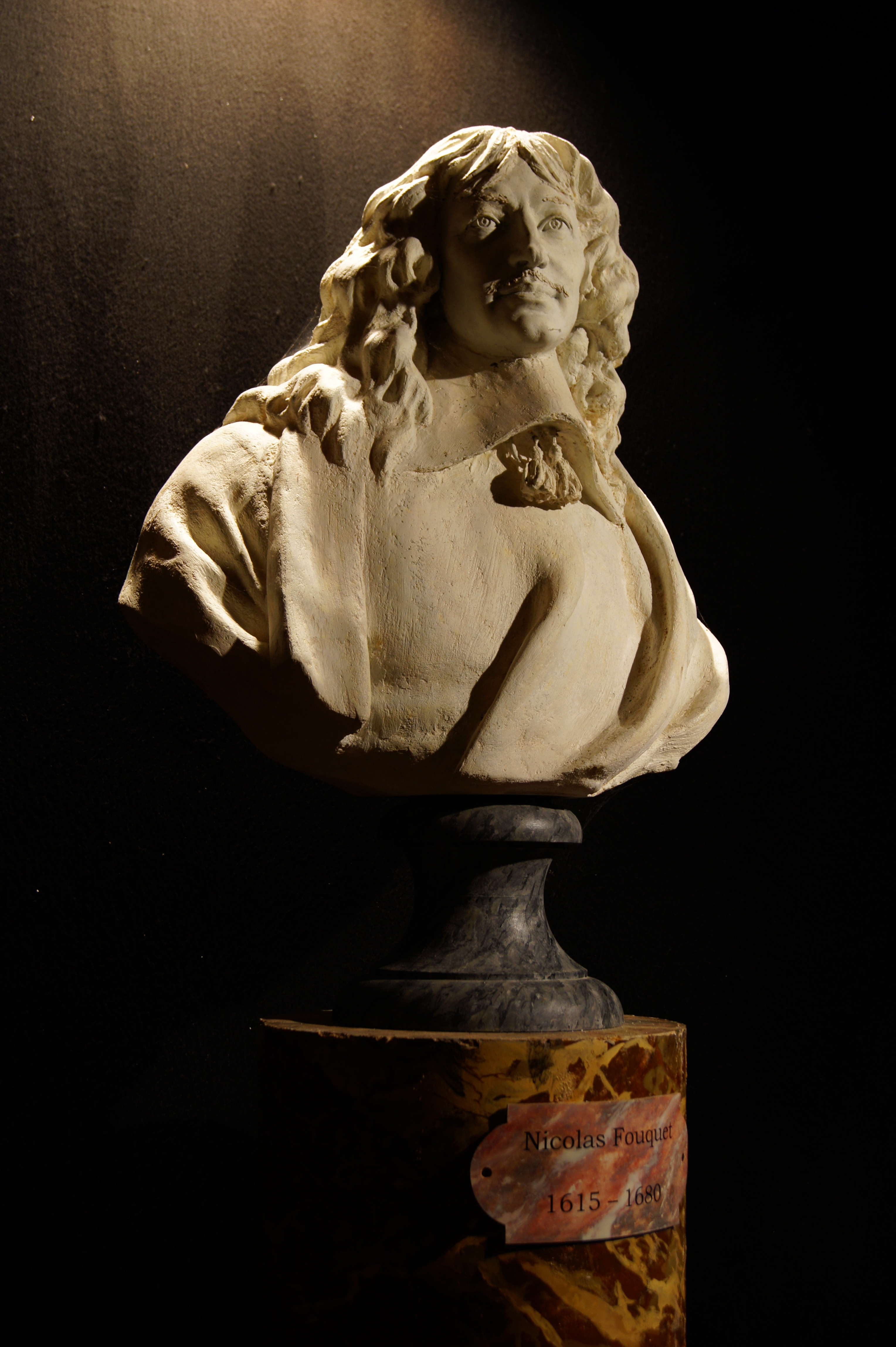
«Портрет Николя Фуке», погруддя
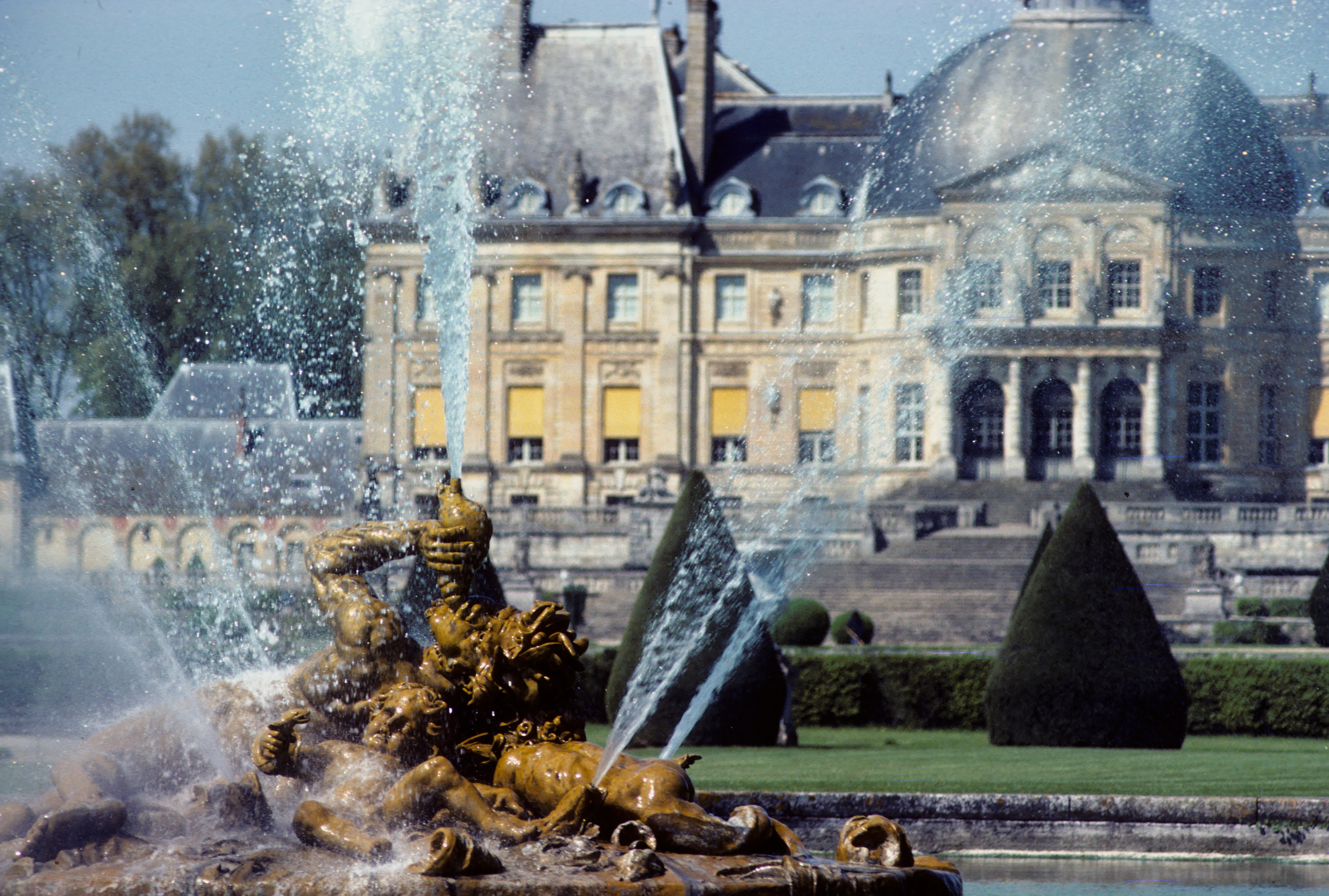
Фонтан в парку Во-ле-Віконт.
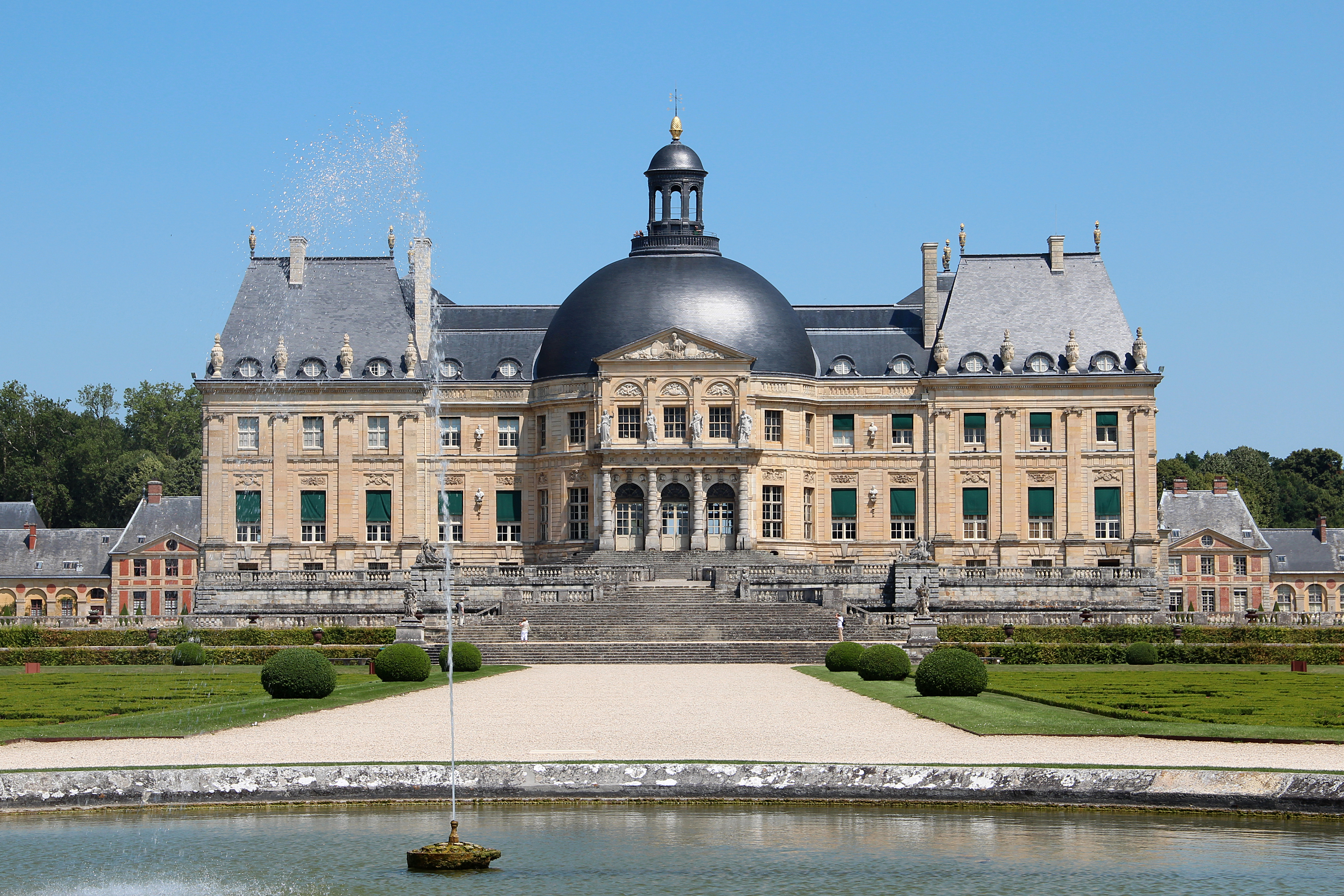
Замок-палац Во-ле-Віконт у 17 ст., тогочасна гравюра

Італійця-майстра, котрий став непотрібним молодому королю, перехопив багатій і меценат Ніколя Фуке. Він і раніше відрізнявся здатністю находити таланти і брати їх собі на службу. Серед талановитих митців, що працювали в його садибі-резиденції Во-ле-Віконт, опинились найкращі на той час діячі французького мистецтва — садівник Андре Ленотр (1613—1700), художник і дизайнер інтер'єрів Шарль Лебрен (1619—1690), архітектор Луї Лево (1612—1670). До бригади видатних майстрів Ніколя фуке приєднав і сценографа-італійця, коли готував пишне свято 1661 року в садибі-резиденції з участю молодого короля Луї XIV. В переліку святкових заходів була і вистава за п'єсою Мольєра.
Необачність Фуке призвела до суперництва з молодим королем і, навіть, залицяннями до коханки короля Луїзи де Лавальєр. Авантюрний Фуке не розгледів у зв'язку короля і пані Лавальєр справжнє почуття довготривалого кохання, що було дивом тих часів. Король зачаївся. Але зазіхань на свою владу і своє кохання вже не пробачив. Розгніваний пишним святом і багатою резиденцією підлеглого чиновника Фуке, котрої на той час не мав і він сам, Луї XIV (що добре пам'ятав Фронду і спротив впливових аристократів) покинув Во-ле-Віконт.
Ніколя Фуке звинуватили у фінансових аферах. Відбувся арешт, конфіскація майна Фуке і його резиденції Во-ле-Віконт. Суд тривав три роки, вирок — заслання аристократа. Але король був наполегливим і наказав замінити заслання на довічне ув'язнення. Помилкою Ніколя Фуке було і охолодження відносин з впливовим Мазаріні, а потім і ворожнеча з останнім. Фуке помер у в'язниці.
Король забрав до себе на службу усіх найкращих митців, що працювали у Ніколя Фуке, але не італійця Джакомо Тореллі. Талановитий сценограф покинув Францію і повернувся в Італію.

## Останні роки у Фано

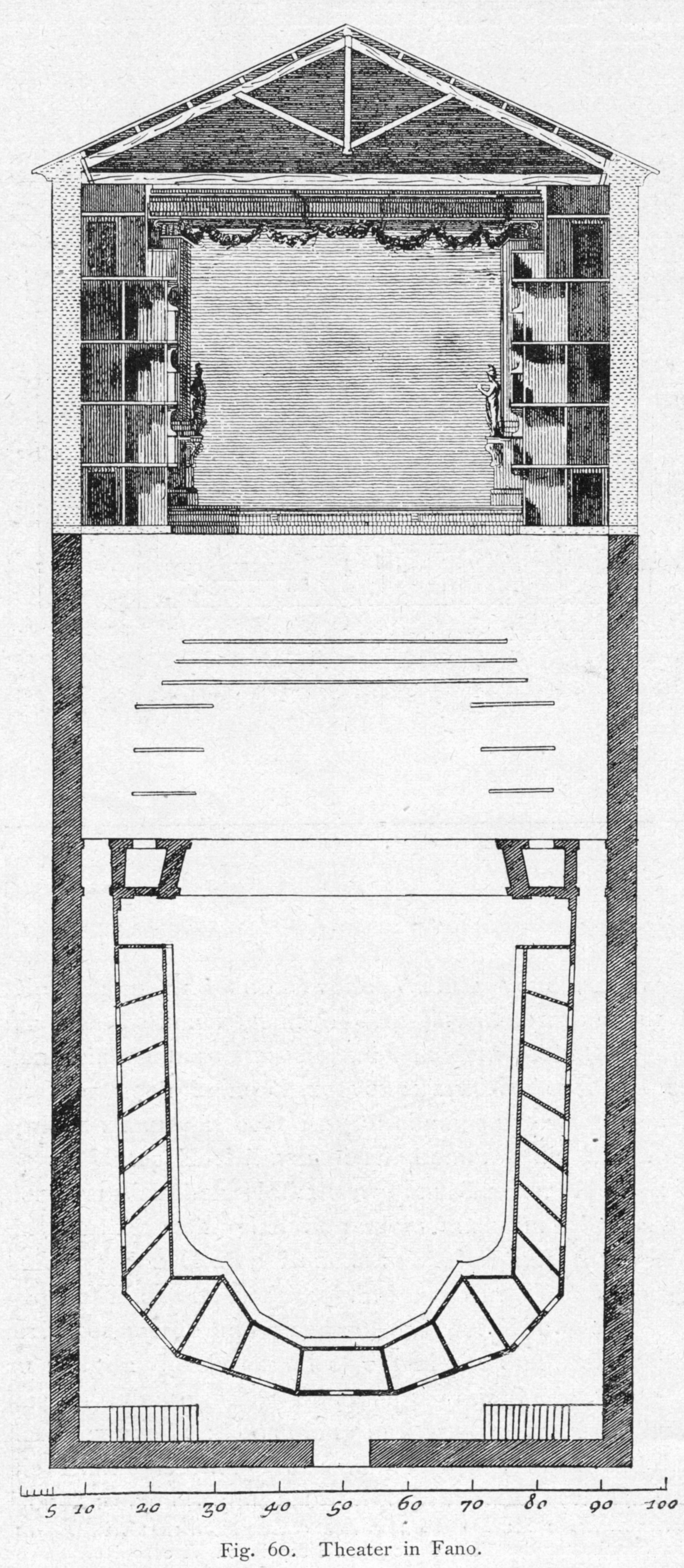
Розріз і поземний план театру у Фано.

Майстер встиг попрацювати в Стамбулі, де за запрошенням султана Мехмета IV, голови Османської імперії, створив реконструкцію садів палацу Топкапи.
Останні роки працював у рідному Фано. Разом із талановитим учнем Фердинандо Бібієна вони створили проект нового театру «Фортуна». Театр урочисто відкрили 1677 року.
Джакомо Тореллі помер у Фано 1678 року.
Був одружений. Його син Лодовіко Оттавіо Бурначіні (1636—1707) — італійський архітектор і театральний декоратор, працював у Відні, Австрія.